# Хенджер
Усеркара Хенджер (или Хинджер) — фараон Древнего Египта, правивший приблизительно в 1743—1738 гг. до н.э.

## Артефакты правления
Согласно Туринскому папирусу после фараона Сехемра-Хуитауи Себекхотепа правил царь, имя которого на папирусе частично утеряно, но начиналось оно с иероглифа «усер» и заканчивалось знаком «ра» — Усер…ра. Из других источников становится ясно, что этим фараоном был Усеркара Хенджер. Этимология имени «Хенджер» неясна: датский египтолог Ким Рихолт усматривает в нём семитский корень h(n)zr, означающий «Кабан». Если это так, то Хинджера можно считать первым известным правителем Египта семитского происхождения. Сегодня исследователи уже не столь уверены в иноязычном происхождении имени Хенжджер.

### Пирамида Хенджера
О фараоне Усеркара Хенджере практически ничего не было известно, пока Гюстав Жекье в 1931 году не раскопал его пирамиду. Об этой пирамиде ученым было известно и ранее: ещё Карл Лепсиус включал её в свой список под номером XLIV, но провёл там раскопки и доказал, что пирамида принадлежит Хенджеру, именно Жекье.

Для своей пирамиды Хенджер избрал небольшую возвышенность в южной части некрополя Саккара. Она расположена юго-восточнее пирамиды Пиопи II и севернее пирамиды Сенусерта III, относящейся уже к другому некрополю Дахшур.  От наземной части этой пирамиды уже мало что оставалось, от построек в округе пирамиды — тоже, н
Пирамиду ограждали две стены: внутренняя — из известняка и внешняя — из кирпича-сырца, между ними скрывались три гробницы, а в северо-восточном углу стояла пирамида-спутница. Ориентация пирамиды относительно сторон света была не слишком точна, заупокойный храм находился на восточной стороне, вход в подземелье был расположен к югу от центра западной стороны.
По своей поверхностной части и прилегающим постройкам эта пирамида родственна пирамидам конца XII династии, а подземной частью даже очень близка им. В подземелье можно спуститься по 53 ступеням лестницы, вырубленной в естественной скале; за нею лежит трижды меняющий своё направление под прямым углом и местами расширяющийся коридор, от которого ведут три прохода к погребальной камере. Эта камера представляет собой саркофаг, вытесанный из необычайно твёрдого жёлтого кварцитового монолита и весящий около 60 тонн. Перекрывает её мощная кварцитовая крышка, над нею — высокая двускатная кровля из известняковых плит. В пирамиду погребальная камера была спущена уже готовой; яма, на дне которой она покоится, имеет глубину 12 метров. Гребень кровли почти достигает основания пирамиды; над ним — свод из необожжённого кирпича, который призван рассредоточивать давление верхних слоёв. Свод этот после раскопок Жекье остался открытым.
Вся подземная часть хорошо сохранилась, так же как коридоры и камеры пирамиды-спутницы. Её основание имело площадь 26,3 × 26,3 метра, построена она была тоже из необожжённого кирпича и облицована известняком. Вход расположен на восточной стороне; от лестницы ведёт коридор с двумя боковыми помещениями; пройдя их, можно оказаться в передней двух погребальных камер. Камеры того же типа, что и в главной пирамиде, однако практически они не были использованы. Скорее всего, в них должны были обрести вечное упокоение жёны царя.
От заупокойного храма сохранились лишь разбросанные камни, от «восходящей» дороги — только следы, от нижнего храма не сохранилось ничего. Однако у северной стороны пирамиды Жекье откопал остатки молельни, провалившийся потолок которой украшал необычный рисунок, изображавший гигантскую змею. Из трёх гробниц, что находились между внутренней и внешней стенами, Жекье обследовал лишь одну; нашёл в ней два саркофага из кварцита и один из известняка. В каменном крошеве и слежавшемся песке вокруг пирамиды он вместе со своими работниками собрал сотни осколков различных сосудов и мелких предметов из царской погребальной утвари, потерянных грабителями или выброшенных ими за ненадобностью; среди них был и разбитый пирамидион. На нём, как и на фрагментах нескольких сосудов, обнаружены надписи с именем Хенджера.

### Статуя Хенджера
Развалины пирамиды Хенджера не только выдали имя её строителя и владельца — они сохранили для нас и его портрет. Это небольшая, довольно грубо изваянная статуя, ныне затерявшаяся среди прекрасно обработанных величественных статуй Аменемхетов и Сенусертов в нижней западной галерее Египетского музея в Каире. Хенджер, в соответствии с традиционной трактовкой образа царя, изваян с коротким нарядным платом на голове и священной змеей-уреем на лбу. Своих соседей и предшественников он напоминает лишь чрезмерно большими оттопыренными ушами; низкий лоб, почти негроидные черты несколько мясистого лица, строгое и мрачное выражение глаз. Кажется, словно в лице его какая-то растерянность с оттенком пессимизма.
В пирамиде была найдена статуя Хинджера и канопа с частью имени супруги фараона (Сенеб…), рядом был обнаружен повреждённый пирамидон с тронным именем Усеркара.
Кроме того, вероятно, Усеркара Хенджеру принадлежит вызывающая большие споры стела из Лувра, на которой обычное престольное имя этого царя заменено именем его великого предшественника — царя XII династии Нимаатра (Аменемхета III). На этой и на сопутствующих стелах сообщается о реставрационных и иных работах, которые провёл храме XII династии в Абидосе глава жреческой череды Аменисенеб, в одном случае — под руководством визиря Анху.
Визирь Хинджера, Аменисенб (Анху, или Энху), был представителем могущественной чиновничьей династии (визирями были его отец и двое сыновей). Анху оставил в Абидосе текст, рассказывающий о данном ему царём поручении ревизовать храм Осириса в Абидосе и наблюдать за ним.
Ещё одна стела, которая могла относиться ко времени правления этого фараона, хранившаяся в Ливерпуле, была уничтожена в результате немецких бомбардировок в ходе Второй мировой войны. Она называет имя сына фараона, также Хенджера.
Имя Хенджера обнаружено на трёх цилиндрических печатях из Атрибиса, керамике из Эль-Лишта, амулетах со скарабеями и клинке.
Правление Хенджера продлилось, вероятно, всего четыре года.

## Имена Хенджера
| G5 |

| G5 |

| R11 | R11 | L1 | G43 |

| R11 | R11 | L1 | G43 |

| G16 |

| G16 |

| R11 | F31 | G43 | Z3 |

| R11 | F31 | G43 | Z3 |

| G8 |

| G8 |

| Ba15 | G5 | O29V | Ba15a |

| Ba15 | G5 | O29V | Ba15a |

| nswt&bity |

| nswt&bity |

| N5 | F12 | S29 | D28 |

| N5 | F12 | S29 | D28 |

| N5 | F12 | S29 | D28 |

| N5 | F12 | S29 | D28 |

| N5 | F12 | S29 | D28 |

| N5 | F12 | S29 | D28 |

| N5 | F12 | S29 | D28 |

| N5 | F12 | S29 | D28 |

| F12 | S29 | D28 · N5 |

| F12 | S29 | D28 · N5 |

| F12 | S29 | D28 · N5 |

| F12 | S29 | D28 · N5 |

| F12 | S29 | D28 · N5 |

| F12 | S29 | D28 · N5 |

| F12 | S29 | D28 · N5 |

| F12 | S29 | D28 · N5 |

| N5 · N35 | U5 · D36 | ? |

| N5 · N35 | U5 · D36 | ? |

| N5 · N35 | U5 · D36 | ? |

| N5 · N35 | U5 · D36 | ? |

| N5 · N35 | U5 · D36 | ? |

| N5 · N35 | U5 · D36 | ? |

| N5 · N35 | U5 · D36 | ? |

| N5 · N35 | U5 · D36 | ? |

| G39 | N5 |

| G39 | N5 |

| Aa1 · N35 | M36 · D21 |

| Aa1 · N35 | M36 · D21 |

| Aa1 · N35 | M36 · D21 |

| Aa1 · N35 | M36 · D21 |

| Aa1 · N35 | M36 · D21 |

| Aa1 · N35 | M36 · D21 |

| Aa1 · N35 | M36 · D21 |

| Aa1 · N35 | M36 · D21 |

|  |

| Ca1 | N5 | F12 | Ba15 | S29 | D21 · D40 | D28 | Ba15a | Z1 | Aa1 · N35 | M36 · D21 | Ca2 |

| Ca1 | N5 | F12 | Ba15 | S29 | D21 · D40 | D28 | Ba15a | Z1 | Aa1 · N35 | M36 · D21 | Ca2 |

| XIII династия                 |                                                          |                              |
| Предшественник: Себекхотеп II | фараон Египта XVIII век до н. э. (правил не менее 4 лет) | Преемник: Сменхкара Имирмеша |